# 뮌스터호프
뮌스터호프(Münsterhof, 글자 그대로: 프라우뮌스터 수도원 안뜰)는 스위스 취리히의 역사적 중심지인 린덴호프 지구에 위치한 마을 광장이다. 뮌스터호프는 취리히 구시가지 내에서 가장 큰 마을 광장으로 중세 건물로 둘러싸여 있다. 이 지역은 취리히 호숫가의 콰이안라겐 산책로의 남쪽 확장 부분을 형성한다.

## 지리
뮌스터호프는 프라우뮌스터 교회 앞에 위치하고 있으며, 동쪽으로 리마트강을 건너 리마트콰이 및 그로스뮌스터 교회로 이어지는 뮌스터브뤼케 다리에서 가까운 거리에 있다. 그것은 중세 건물로 둘러싸여 있으며, 그중에는 추어 바크, 이전 켐벨 길드 하우스, 미술관 춘프트하우스 추어 마이센을 포함한 여러 길드 하우스가 있다. 이 지역은 1881년에서 1887년 사이에 건설된 콰이안라겐 산책로의 남쪽 확장 부분을 형성한다.
뮌스터호프는 취리히의 옛 중세 성벽 내에서 가장 큰 마을 광장이다. 그것은 이전에 켈트-로마인 투리쿰이었던 중세 도시 취리히의 역사적 중심지의 일부이다.

## 교통
이 지역에서 대중교통으로는 취리히 트램 라인 2, 4, 15, 취리히호 해운 (ZSG), 취리히호른으로 향하는 리마트강 유람선이 있다. 이 지역은 취리히 보행자 구역의 일부이기 때문에 자동차 운송이 제한된다. 그것은 낮은 리마트콰이와 벨뷰 광장 사이의 도로 운송 사용으로 제한되며, 리마트강의 상류이다. 2004년 9월 25일부터 상품 배달, 경찰차, 우편 배달 서비스, 의사 및 응급 서비스를 제외하고 자동차, 오토바이와 스쿠터의 운전이 제한된다.

## 볼거리
주요 명소는 프라우뮌스터 교회(서기 853년에 처음 언급됨)와 스위스 국립 박물관의 도자기 및 미술품 컬렉션을 소장하고 있는 미술관 춘프트하우스 추어 마이센이다. 춘프트하우스 추어 바크, 초이크하우스켈러 및 인근 파라데플라츠의 슈프륑글리를 포함하여 뮌스터호프에는 레스토랑과 카페가 있다.
뮌스터브뤼케에 있는 프라우뮌스터 교회 앞의 기마 기념물은 헤르만 할러에 의해 만들어졌다. 그것은 1482년부터 1489년까지 취리히 시장인 한스 발트만과 사법 살인의 희생자였다고 제안한 그들의 전 학장을 갱생시키는 것을 목표로 하는 켐벨 길드에 의해 1937년 4월 6일에 공개되었다. 기마상은 예술적, 정치적, 역사적 이유로 논란의 대상이 되었다.

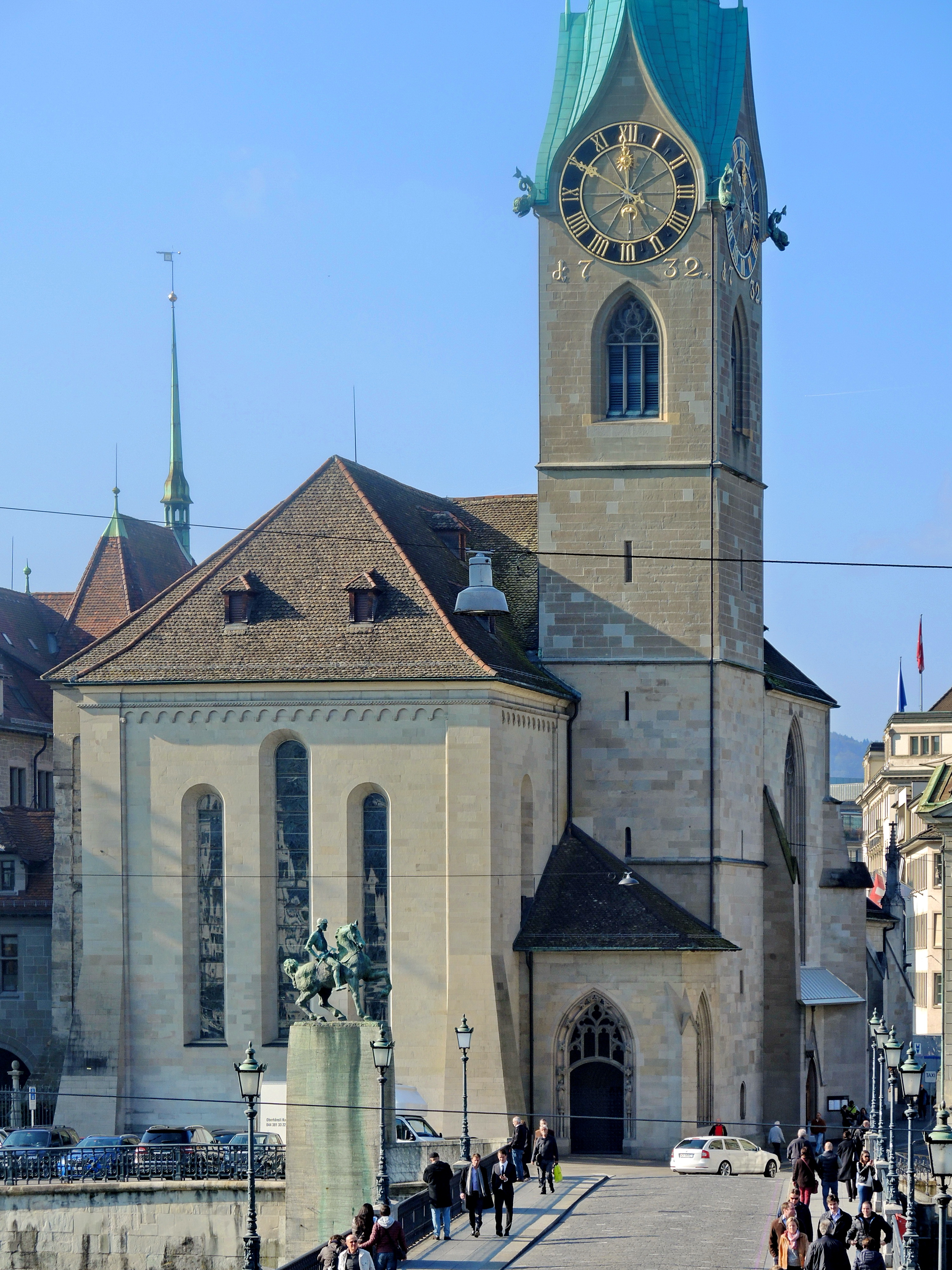
리마트콰이에서 본 프라우뮌스터 교회와 그 뜰

2004년 3월 14일, 게젤샤프트 추 프라우뮌스터에 의해 시작된 프라우뮌스터 수도원의 이전 회랑에서 카트리나 폰 치메른 기념관이 열렸다. 취리히 출신의 조각가 안나-마리아 바우어는 37개의 구리 블록으로 구성된 조각품을 작은 정사각형에 겹쳐서 만들었다. 조형물의 형태는 제단의 탁자나 매장의 형태를 말하며, 그 단순함에서 영원함의 상징으로 빛난다. 1524년 12월 8일 취리히에서 종교개혁의 평화로운 도입을 가능하게 한 마지막 공주 아베스의 결정을 기억하기 위해.
회랑의 1층에는 “폭동과 불행의 도시를 보존하고 취리히에 유익하고 도움이 되는 일을 하기 위해”라는 현수막이 새겨져 있다. 이는 취리히에서 일어난 종교개혁 기간 동안 도시 치안관들에게 프라우뮌스터 수도원을 항복시킨 카타리나 폰 치메른의 말이다.
수도원의 역사와 관련된 파울 보디머의 프레스코 또한 수도원의 회랑에 위치한 매우 인기있는 관광지이다.

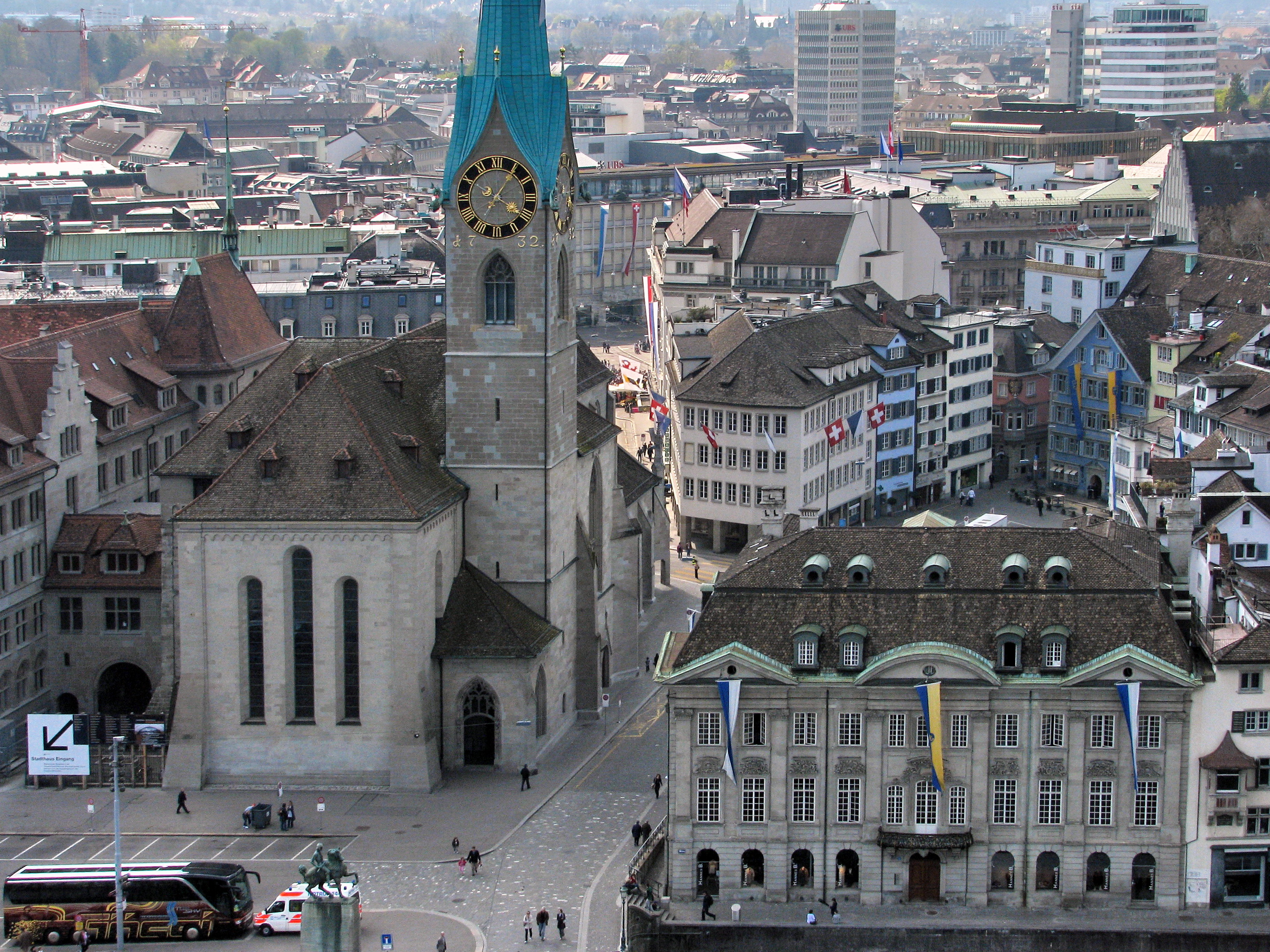
그로스뮌스터에서 본 프라우뮌스터, 뮌스터호프와 춘프트하우스 추어 마이센
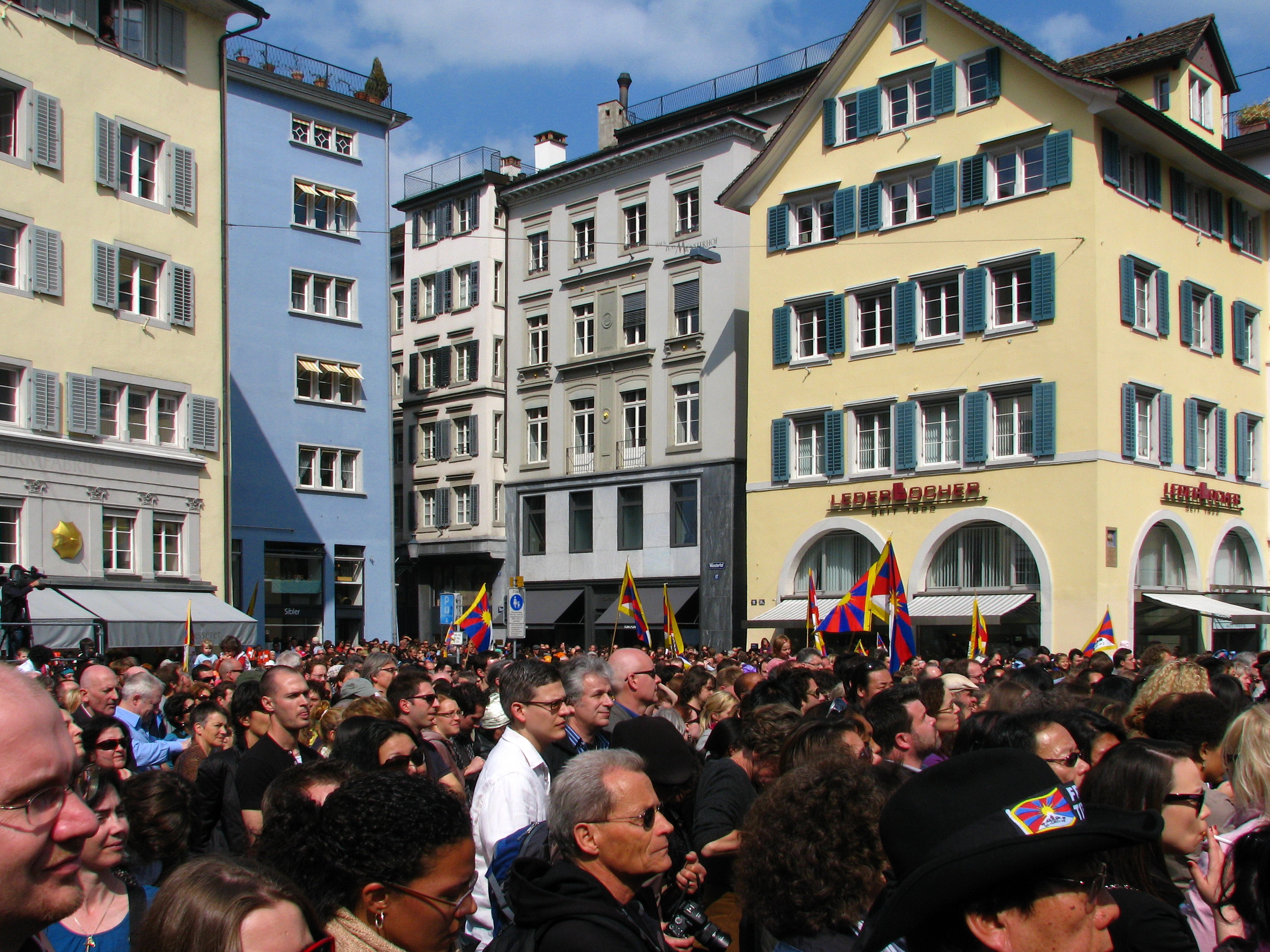
제14대 달라이 라마 방문 시의 이전 켐벨 길드 하우스, 2010년 4월
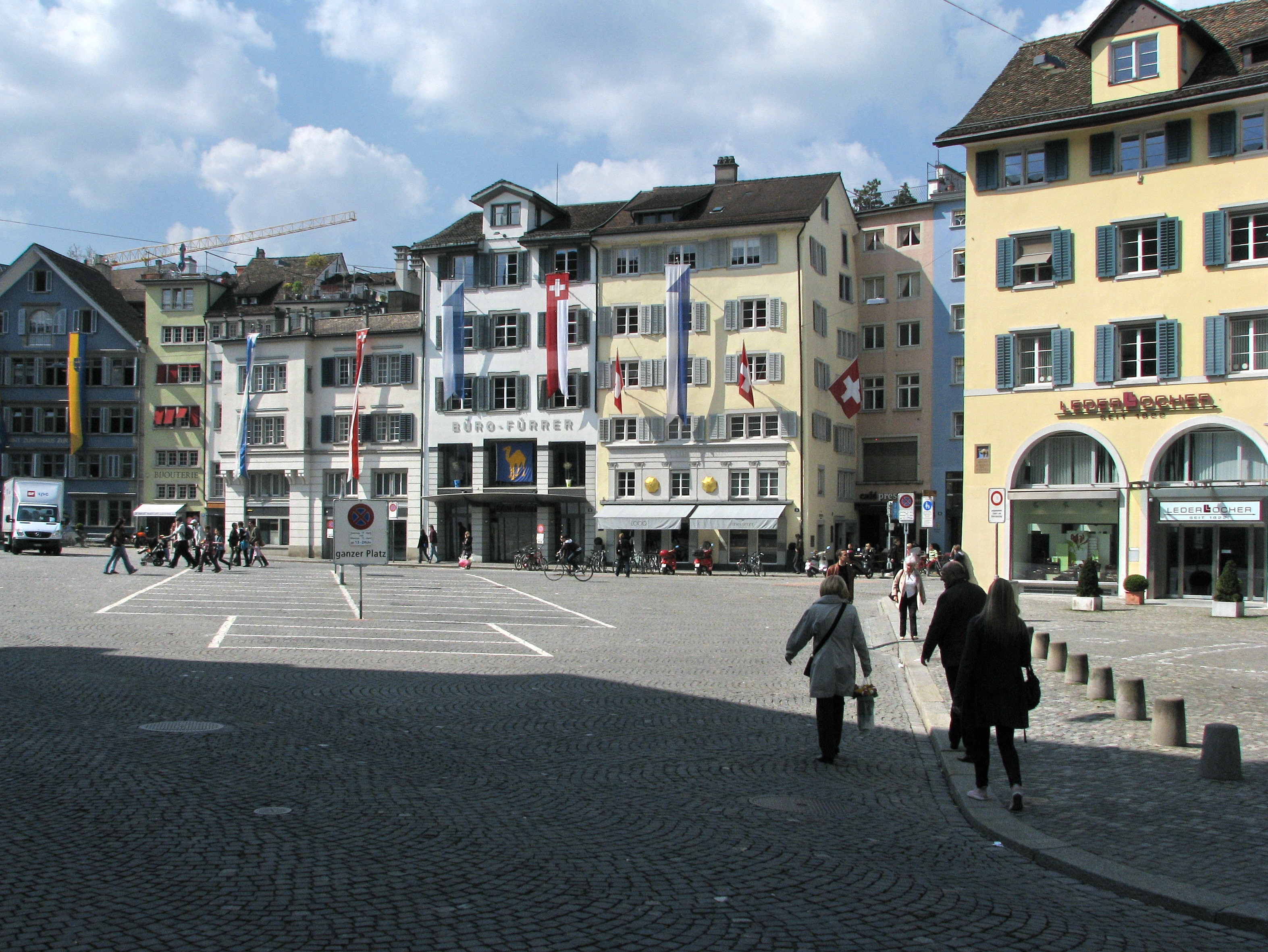
프라우뮌스터 교회에서 본 풍경
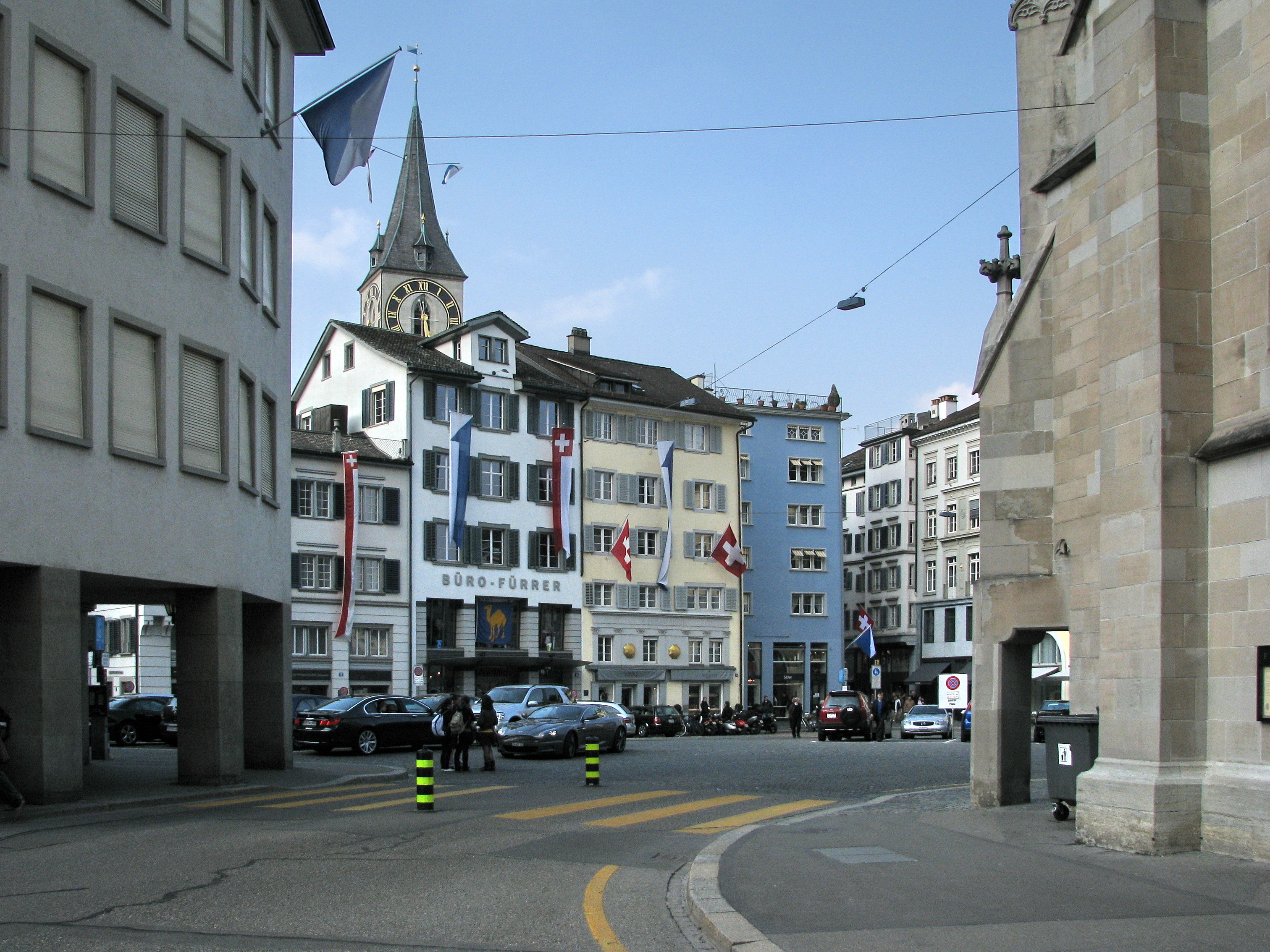
포스트스트라세에서 본 풍경

1999년부터 프라우뮌스터 협회는 3년마다 뮌스터호프 광장에서 중세 유원지인 중세 스펙타쿨룸을 조직했다.

## 뮌스터호프 광장의 재설계
시 당국은 2003년 5월부터 뮌스터호프를 차량 통행 금지 구역으로 선언할 계획을 세웠고, 야외 공연 및 기타 공공 행사를 위해 역사적인 도시 광장의 공공 이용을 개선하기 위한 평가가 이루어졌다. 2014년 공사는 2015년에 완료될 예정이었으나 2014~15년 겨울과 2015년 10월~11월에 고고학적 발굴로 인해 2016년으로 연기되었다.
재설계에는 직경 6미터, 높이가 거의 4미터인 독특한 새로운 분수가 중심 요소로 포함된다. 더 작은 음용수 분수는 중앙 물동이에 직접 연결되어야 한다. 대조되는 패턴의 새로운 화강암 돌 포장은 시각적으로 광장을 내부와 외부로 나눈다. 새로운 스틸 조명기구는 따뜻한 시각적 분위기를 가능하게 한다. 벤치가 추가되고 야외 카페와 레스토랑을 위한 더 많은 공간이 추가된다. 모든 구조물은 무장애 건축 요건을 충족해야 하며, 장애인이 접근할 수 있어야 한다.
이 변형으로 뮌스터호프는 더 이상 주차장으로 사용되지 않으며, 프라우뮌스터스트라세 및 주자창 오페라로 제한된다. 작업이 끝나면 광장은 다시 역사적인 취리히의 중심부에 있는 대표적이고 활기찬 도시 광장이 될 것이며, 주요 행사를 위해 전체적으로 사용할 수 있다. 그러나 초점은 일상적인 사용에 있다. 현재(2015년 10월 현재) 건설 작업으로 인해 물리적 디자인 변경은 최소화되지만 시 당국은 “그래도 광장을 크게 향상시킬 것”이며, “모든 사람이 산책을 하거나 단순히 휴식을 취할 수 있는 고요한 열린 공간으로 변모할 것”이라고 주장한다.

## 역사

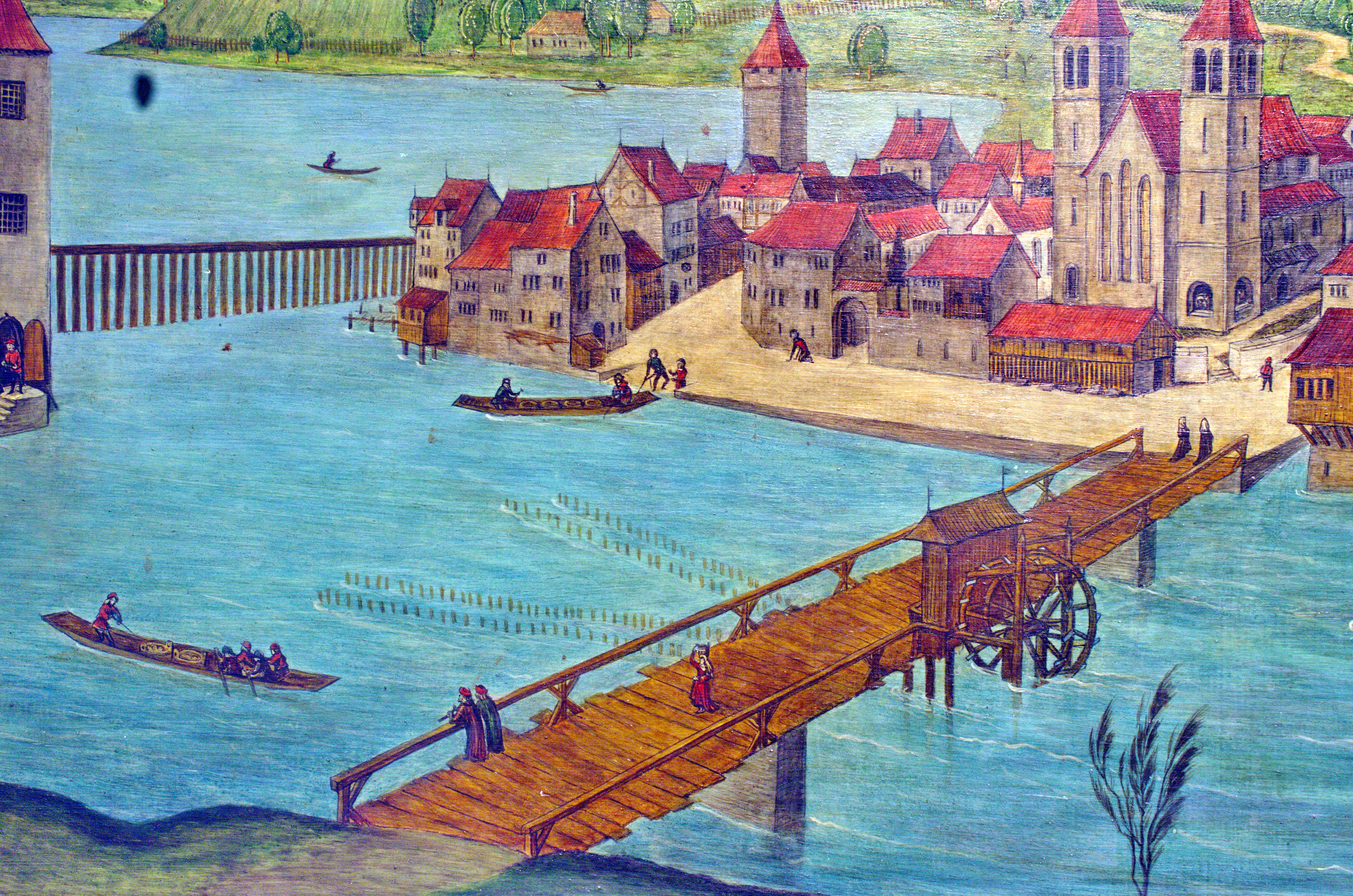
상부 리마트교, 1500년경 취리히의 한스 로이가 본 풍경

선사 시대에 뮌스터호프 지역은 질강에 의해 범람된 늪지대인 반면, 린덴호프 언덕은 헬베티족(오피둠 리덴호프) 및 로마인(비쿠스 투리쿰) 정착촌의 핵심이었다. 동쪽 리마트강 강둑을 따라. 로마 건물은 다른 강둑에 있는 춘프트하우스 추어 치머로이텐의 위치에 세워졌을 가능성이 있으며, 로마인의 정착지는 그로스뮌스터(무덤의 유적)와 바서키르히 사이의 리마트강을 건너 현재의 뮌스터브뤼케 쪽으로 뻗어 있었을 수 있다. 그리고 현재의 뮌스터호프 광장. 역사가들과 뮌스터브뤼케 건설 중 발견된 최근의 고고학적 증거에 의해 제안된 바에 따르면, 현재의 바인플라츠 광장은 켈트-로마 투리쿰의 민간 항구 부지였을 수 있다. 1세기의 화단 무덤은 프라우뮌스터 교회 서쪽의 포스트스트라세에서 발견되었다. 교회의 북동쪽에서는 서기 2~3세기의 원형 구덩이에서 수많은 도자기 파편이 발견되었다. 2015년 10월~11월에 뮌스터호프에 있는 대규모 7세기 공동 묘지의 인간 유해가 확보되었다. 아마도 10세기에 프라우뮌스터 수도원 옆에 취리히 시민들이 목조 주택을 지었을 것이다. 그리고 돌로 만든 맨션은 13세기 초에 지어졌을 수 있다.
1221년 각각 1303년에 처음으로 언급되었으며, 뮌스터호프는 수세기 동안 중세 도시 성벽 내에서 유일하게 적절한 광장이었다. 중세 이후로 더 많은 청중을 위해 중요한 정치 및 문화 행사를 개최하는 장소로 자주 사용되었다. 독일 왕과 그의 수행원이 프라우뮌스터 수도원의 수녀원을 공식적으로 환영했던 곳이다. 그녀는 또한 신성 독일 제국의 대리 공주였으며, 종교 개혁 시기까지 취리히의 공식 통치자였다. 이 광장은 수도원 묘지가 버려졌을 때 서기 1300년경에 열린 광장이 되었을 것이다.(수도원 옆의 좁은 길을 제외하고) 동시에 인접한 세인트 제임스 예배당(Jakobskapelle)와 여러 집은 아마도 대수도원장의 명령에 따라 수행되었을 것이다. 중세 시대에 아인지델른 수도원의 집행관 집도 뮌스터호프에 있었고, 광장은 수도원 동료들이 선호하는 거주지가 되었다.
1336년 7월 18일, 루돌프 브룬은 취리히의 쥐 (공의회)에서 정치적 반대자들을 무찔렀다. 이 금지된 회원들은 라퍼스빌에서 요한 1세 백작과 함께 피난처를 찾았다. 금지된 평의원을 의미하는 소위 오이세레스 취리히는 불화(Fehde)를 선언하고 연합을 구성했으며, 요한 1세가 브룬의 반대파의 지도자가 되었으며, 그들 중 고대 평의원 가문인 Bilgeri. 1337년 9월 21일 취리히 군대는 오버제를 넘어 Grynau 성으로 이동하여 요한 1세가 사망했다. 요한 1세 백작의 미성년 자녀인 요한 2세, 루돌프, 고트프리드, 아그네스는 오스트리아 공작 알브레히트의 후견인으로 지정되었다. 1340년대 후반 요한 2세에 의해 불화가 계속되었고, 1350년 2월 23-24일 뮌스터호프 광장 주변에서 치열한 거리 전투가 벌어진 후 브룬의 반대에 의한 쿠데타 시도가 강제로 진압되었다. 요한 2세 백작은 2명으로 체포되었다. 몇년 동안 라퍼스빌과 그 성은 취리히 군대에 의해 파괴되었고, 브룬의 반대자들은 처형되거나 금지되었다. 취리히에 대한 합스부르크-오스트리아의 개입 이후 1352년에 평화 협정이 체결되었다.
서기 1504년, 아마도 훨씬 이전에 이 도시의 순교자 펠릭스와 레굴라의 열정 놀이가 광장에서 열렸다. 1524년 12월 8일, 원죄 없으신 잉태일에 취리히 제국의 수녀 카타리나 폰 짐머른은 수도원과 모든 권리를 취리히 공의회에 넘겼다. 취리히의 종교 개혁 이후 이 지역은 1667년까지 돼지 시장으로 사용되었다. 1676년에 마을 광장이 보수되고 자갈로 포장되었다. 1627년부터 1835년까지 프라우뮌스터 교회의 북쪽 벽을 따라 노점이 세워졌다.

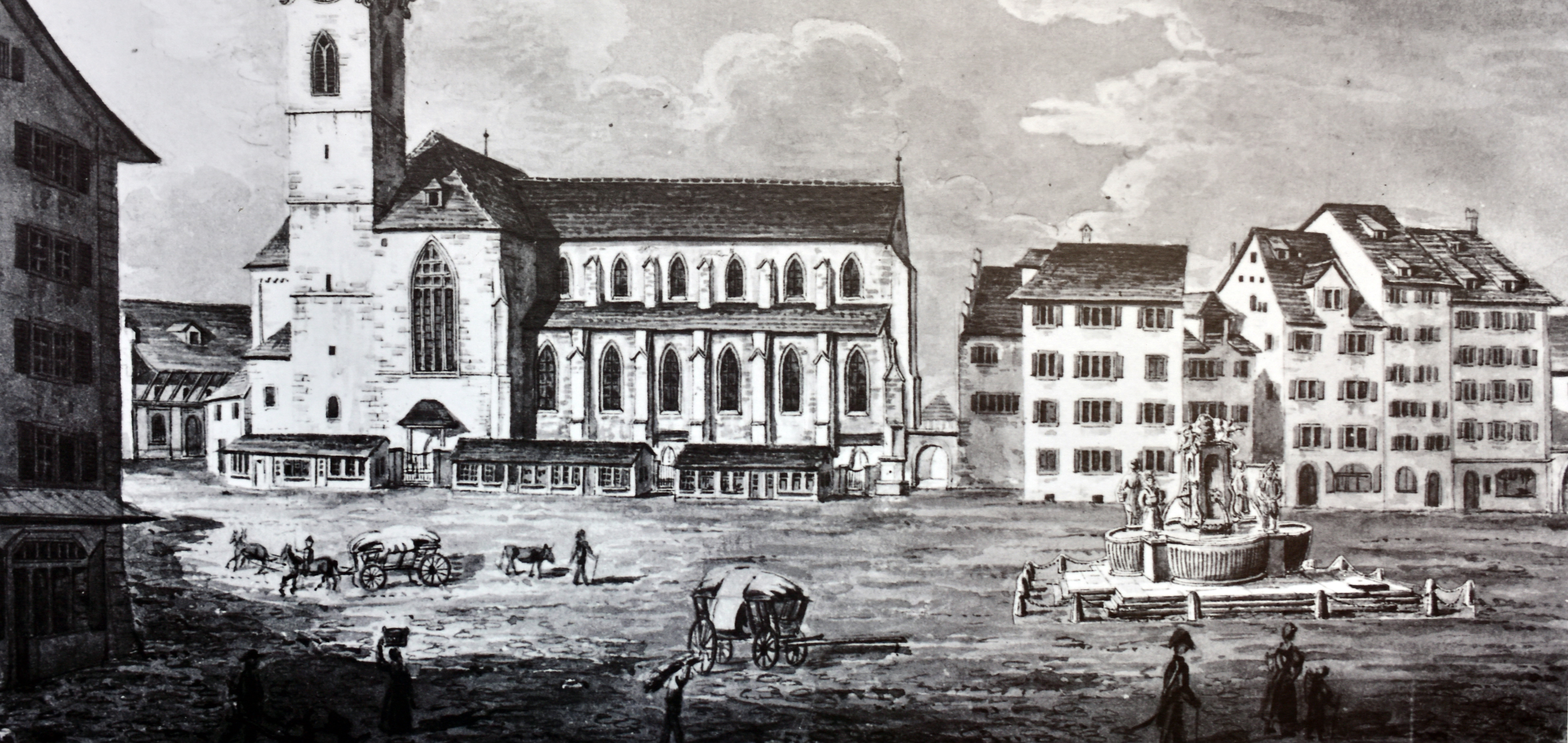
뮌스터호프와 넵툰 분수 (1811년 철거), 1835년경 에밀 슐테스 그림

1766년에 넵툰 분수가 뮌스터호프 광장을 장식했지만 45년 후에 제거되었다. 1839년 9월 취리푸치 동안 수천 명의 푸치 주의자들이 서쪽에서 도시를 습격하여 파라데플라츠와 뮌스터호프 사이의 골목에서 주군과 싸웠다. 1938년에 이 광장은 오늘날과 같이 포스트스트라세 방향의 남서쪽에서 재건되었으며, 현재는 주로 반호프스트라세, 파라데플라츠 및 리마트콰이의 보행자 구역 근처에 주차 시설이 되어 있다.

## 고고학적 발굴
2014~2015년 발굴의 수석 고고학자 돌프 빌트는 인터뷰에서 "700년 동안 뮌스터호프는 대규모 모임의 무대였으며, 주차 시설로 다소 슬픈 막간 이후에 곧 다시 열릴 것이다."라고 말했다. 2014-15년 겨울의 고고학적 발굴은 광장과 슈타트하우스콰이 및 포스트스트라세 지역에 집중되었다. 1300년 이전 시대의 묘지 예배당의 유적이 조사되었다. (예배당은 제거되었고 새로운 고딕 양식의 교회 건물이 세워질 때 묘지는 축소되었다). 취리히 고고학자들은 또한 프라우뮌스터의 지하실에 대한 ‘고고학적 창’의 일부로 1977-78년의 발굴 결과와 함께 제공될 무덤 가구를 확보했다. Amt für Städtebau)는 최근에 순교자 펠릭스와 레굴라의 무덤을 발견한 말에 탄 샤를마뉴의 600년 된 배지라는 특별한 발견도 확인했다. 아름답게 주조된 비철금속으로 만든 3.5cm 크기의 인물은 아마도 순례자 휘장이었을 것이다.
프라우뮌스터 교회 서쪽의 포스트슈트라세에서 기원후 1세기의 화단 무덤 외에도 교회 북동쪽에는 2~3세기에 만들어진 원형 구덩이에서 주로 마시는 컵과 그릇으로 이루어진 수많은 파편이 발견되었다. 2015년 10월에 버려진 7세기 묘지에서 약 280명의 매장된 사람들의 유해가 확보되었다. 그들은 과학 연구를 위해 실펠트 공동 묘지에 임시로 보관되며, 마지막 안식처는 대량 무덤으로 사용된다.

## 기타
가상의 2007년 스위스 미스터리 영화 마르모레라는 바이네크 지역의 부르크횔츨리 요양원, 테크노파크 취리히 근처의 리마트강, 리마트콰이 산책로 및 뮌스터호프로 건너가는 뮌스터브뤼케에서 촬영되었다.,